# Wanda Kossecka

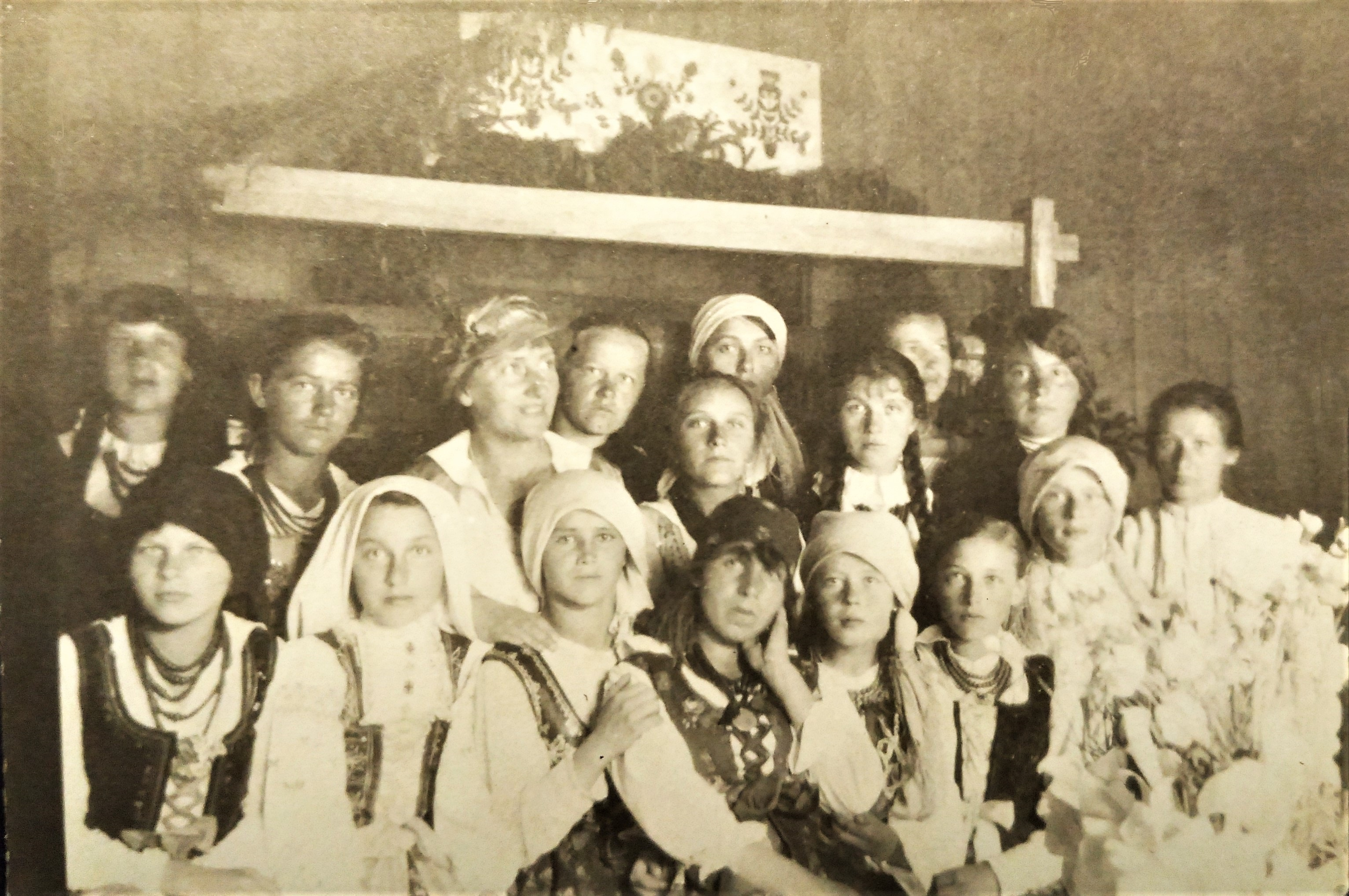
Wanda Kossecka z „kilimiarkami” – pracownicami warsztatów tkackich

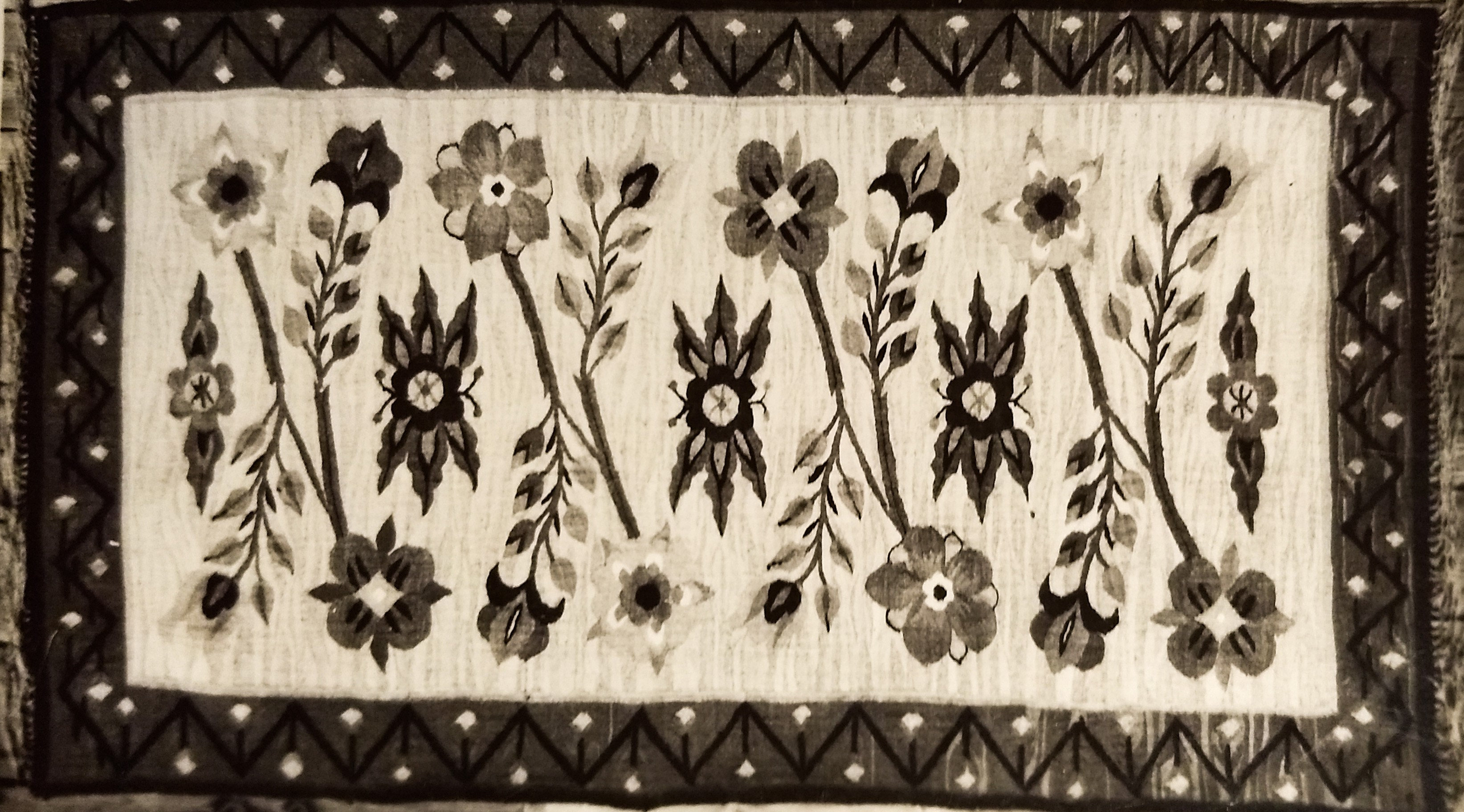
Gobelin kwiatowy – projekt Wanda Kossecka

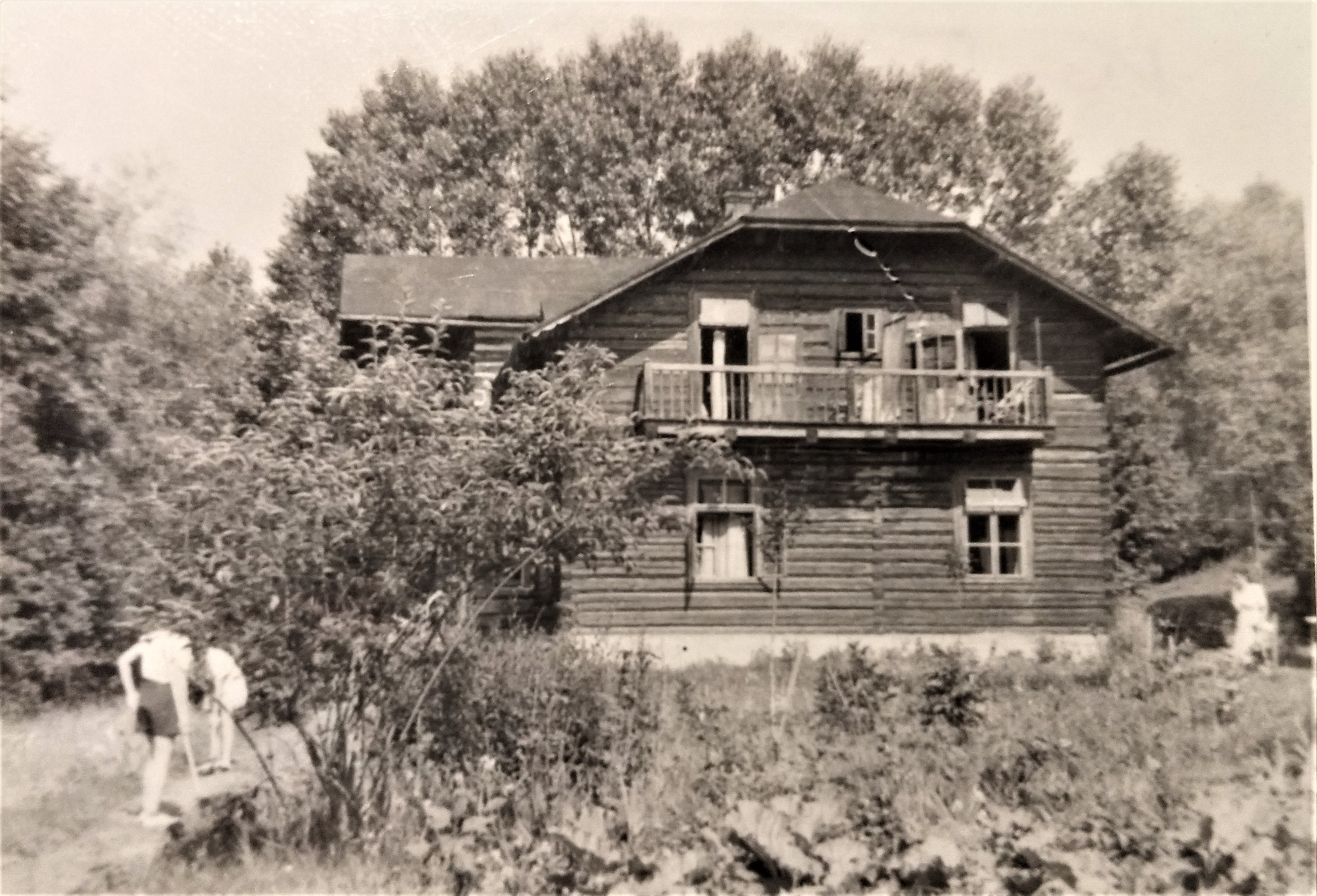
Dom Wandy Kosseckiej w Czorsztynie, w którym mieściły się warsztaty tkackie

Wanda Kossecka (ur. 26 kwietnia 1887 lub 1893 w Korytnej, zm. 13 grudnia 1955 w Czorsztynie) – polska projektantka tkanin, w szczególności kilimów.

## Życiorys
Urodziła się 26 kwietnia 1887  lub 1893 w Korytnej , w rodzinie Antoniego Kosseckiego i Stanisławy z domu Zaremba. Jej matka utworzyła w domu rodzinnym kolekcję ludowego tkactwa, która cieszyła się zainteresowaniem specjalistów z Kijowa. Sama także tkała.
Wanda Kossecka malowała od dzieciństwa, tworząc udane prace w wieku trzynastu lat. Pobierała nauki malarstwa na Wyższych Kursach dla Kobiet, a w latach 1912–1913 na paryskiej Académie de la Grande Chaumière . Z powodu dziedzicznej choroby oczu, musiała jednak przerwać karierę malarską . Po śmierci ojca, w 1917 roku przeniosła się z matką do Warszawy, gdzie razem zaczęły utrzymywać się z tkactwa.
W 1922 roku, wraz z Janem Tarnowskim  i Kosińskim założyła w Zakopanem warsztat tkactwa „Tarkos” . Należała do zakopiańskich kręgów artystycznych. W jej salonie bywali m.in. August Zamoyski, Karol Szymanowski i Zofia Stryjeńska, a w jej pracowni Stanisław Ignacy Witkiewicz poznał swoją przyszłą żonę Jadwigę Unrug.
Jej specjalnością stały się kilimy; w projektach czerpała z tradycji ludowych i staropolskich kobierców . Jako jedna z pierwszych w kraju wprowadziła do tkania kilimów wełnę krajową, ręcznie przędzoną i barwioną przez góralki, która nadała kilimom żywą fakturę i wibrację w kolorze. Ten sam element wprowadziła także do tkactwa gobelinowego. W odróżnieniu od współczesnych jej tendencji do geometryzacji wzorów, w swoich pracach Kossecka rozwijała tradycyjne wzory, takie jak roślinne ornamenty, jednocześnie unikając naturalizmu. Tkaniny według jej projektu zaprezentowano na Wystawach Światowych w Paryżu, za co w 1925 otrzymała dyplom honorowy, a w 1937 roku została wyróżniona srebrnym medalem. Podczas wystawy w 1925 roku pracownia „Tarkos” zdobyła z kolei złoty medal.
Na krótko przeniosła pracownię do Warszawy, po czym wyjechała do Czorsztyna. Na miejscu wybudowała dom i w 1932 roku założyła w nim pracownię „Warsztaty Spiskie”, w której uczyła lokalne tkaczki tkania kilimów i gobelinów, tym samym wprowadzając tkanie kilimów na Podhale. Praca w warsztacie stała się istotnym źródłem przychodu dla ubogiej, wiejskiej społeczności regionu. W okresie II wojny światowej zakłady zostały zarekwirowane i dołączone do „Weissen Stube” (prace tworzono na eksport do III Rzeszy). W rezultacie praca w zakładach dawała ochronę przed deportacją na roboty przymusowe. Jednocześnie w domu znajdowały się tymczasowe kryjówki dla dziewcząt, które ukrywano przed Gestapo. Po wojnie zakłady zostały przejęte najpierw przez spółdzielnię tkacką z Nowego Targu, po czym stały się częścią eksportowej produkcji Cepelii, a Kossecka została znów kierowniczką warsztatów .
Zmarła 13 grudnia 1955 w Czorsztynie .